# Charlotte Cavendish, Marquesa de Hartington
Charlotte Cavendish (nascida Charlotte Elizabeth Boyle; Barrowby, 27 de outubro de 1731 — Uppingham, 8 de dezembro de 1754)  foi uma nobre britânica. Ela herdou o título de 6.° baronesa Clifford como sucessora de seu pai. Também foi marquesa de Hartington pelo seu casamento com William Cavendish, Marquês de Hartington, futuro duque de Devonshire e primeiro-ministro da Grã-Bretanha.

## Família

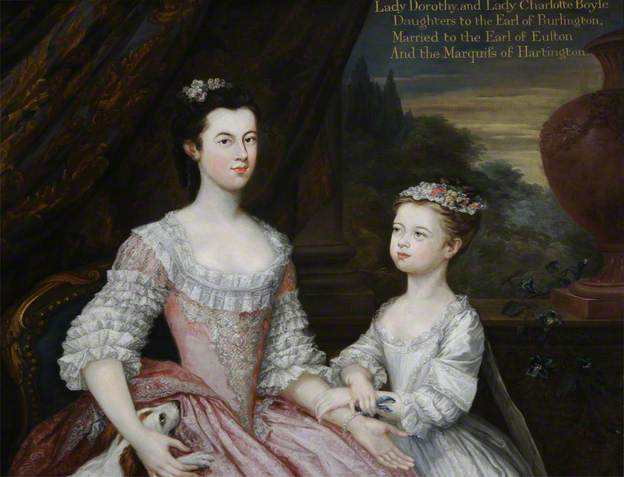
As irmãs Dorothy, Condessa de Euston e Charlotte Boyle.

Charlotte Elizabeth foi a segunda filha e criança nascida de Richard Boyle, 3.º Conde de Burlington e de Dorothy Savile. Os seus avós paternos eram Charles Boyle, 2.º Conde de Burlington e Juliana Noel. Os seus avós maternos eram William Savile, 2.° Marquês de Halifax e Mary Finch.
Ela teve dois irmãs: Dorothy, esposa de George Fitzroy, Conde de Euston e Juliana.

## Biografia
Aos 17 anos de idade, Charlotte casou-se com o marquês William Cavendish, de 26 anos, em 27 de março de 1748, em Pall Mall, em Londres. Ele era filho de William Cavendish, 3.° Duque de Devonshire e de Catherine Hoskins.
Charlotte tornou-se baronesa Clifford após o falecimento de seu pai, o conde de Burlington, em 3 de dezembro de 1753. Portanto, através de seu casamento, a família Cavendish herdou as propriedades do conde, que incluíam: Burlington House e Chiswick House, em Londres; Londesborough Hall, em East Riding of Yorkshire; a Abadia de Bolton, em North Yorkshire, e o Castelo de Lismore, no Condado de Waterford, na atual República da Irlanda.
O marquês e a marquesa tiveram quatro filhos, três meninos e uma menina.
A baronesa faleceu após contrair varíola, no dia 8 de dezembro de 1754, com apenas 23 anos de idade. Ela foi enterrada na Catedral de Derby.

## Descendência
- William Cavendish, 5.º Duque de Devonshire (14 de dezembro de 1748 – 29 de julho de 1811), foi sucessor da mãe como o 7.° barão Clifford. Sua primeira esposa foi Georgiana Spencer, com quem teve três filhos, e depois foi marido de Elizabeth Foster, com quem teve dois filhos. Além disso, teve uma filha, Charlotte Williams, com Charlotte Spencer;
- Dorothy Cavendish (27 de agosto de 1750 – 4 de junho de 1794), foi esposa de William Cavendish-Bentinck, 3.º Duque de Portland e primeiro-ministro do Reino Unido, com quem teve cinco filhos;
- Richard Cavendish (1751 – 1781), não se casou e nem teve filhos;
- George Cavendish, 1.° Conde de Burlington (21 de março de 1754 – 4 de maio de 1834), foi criado o primeiro conde de Burlington. Foi casado com Elizabeth Compton, com quem teve seis filhos.

## Títulos e estilos
- A Senhora Charlotte Boyle: 27 de outubro de 1731 – 27 de março de 1748
- Marquesa de Hartington: 27 de março de 1748 – 3 de dezembro de 1753
- A Muita Honorável A Baronesa Clifford, Marquesa de Hartington: 3 de dezembro de 1753 – 8 de dezembro de 1754